# LIVE BEST CONTAINS 16 BEST LIVE TRACKs!!
『LIVE BEST CONTAINS 16 BEST LIVE TRACKs!!』は、日本の女性歌手、大黒摩季のライブ・アルバム。

## 内容
大黒摩季非公認アルバム。大黒移籍後も、ビーイングからはいくつかのアルバムが本人非公認のままリリースされたが、本作はその最初である。
実際のライブの音源を収録した作品は、本作以前でも『MAKI OHGURO BEST OF BEST〜All Singles Collection〜』があったが、ライブ音源のみからなるアルバムは本作が初で、2023年現在も唯一である。一つのライブから収録しているわけではなく、1997年から1998年にかけて行われた複数のライブの音源から選択収録した、ベスト・アルバムのような内容となっている。

## 収録曲
全作詞・作曲：大黒摩季（特記除く）
1. いちばん近くにいてね
LIVE NATURE #0"Nice to meet you"レインボースクエア有明:1997.8.1
2. 愛してます
LIVE NATURE #0"Nice to meet you"レインボースクエア有明:1997.8.1
3. DA・KA・RA
EXTRA BEATs"おひさしブリッツ":赤坂BLITZ:1998.8.1
4. チョット
  - 作曲：織田哲郎

EXTRA BEATs"おひさしブリッツ":赤坂BLITZ:1998.8.1
5. 別れましょう私から消えましょうあなたから
LIVE NATURE #0"Nice to meet you"レインボースクエア有明:1997.8.1
6. Harlem Night
LIVE NATURE #0"Nice to meet you"レインボースクエア有明:1997.8.1
7. 白いGradation
LIVE NATURE #2 "BEST BEATs"仙台グランディ21:1998.9.11
8. ネッ! 〜女、情熱〜
LIVE NATURE #2 "BEST BEATs"仙台グランディ21:1998.9.11
9. 夏が来る
LIVE NATURE #2 "BEST BEATs"仙台グランディ21:1998.9.11
10. Stay with me baby
EXTRA BEATs"おひさしブリッツ":赤坂BLITZ:1998.8.1
11. もう一度だけ…
EXTRA BEATs"おひさしブリッツ":赤坂BLITZ:1998.8.1
12. 永遠の夢に向かって
LIVE NATURE #0"Nice to meet you"レインボースクエア有明:1997.8.1
13. 熱くなれ
LIVE NATURE #0"Nice to meet you"レインボースクエア有明:1997.8.1
14. ゲンキダシテ
LIVE NATURE #0"Nice to meet you"レインボースクエア有明:1997.8.1
15. あなただけ見つめてる
LIVE NATURE #0"Nice to meet you"レインボースクエア有明:1997.8.1
16. ら・ら・ら
LIVE NATURE #0"Nice to meet you"レインボースクエア有明:1997.8.1